# Marek Denys
Marek Denys (ur. 4 września 1952 w Łodzi, zm. 1 lipca 2001 tamże) – polski montażysta filmowy.
Laureat Nagrody za montaż na Festiwalu Polskich Filmów Fabularnych w Gdyni oraz laureat Polskiej Nagrody Filmowej, Orzeł w kategorii najlepszy montaż (ponadto dwukrotnie nominowany do tej nagrody).

## Wybrana filmografia
jako montażysta:
- Rok spokojnego słońca (1984)
- Kobieta z prowincji (1984)
- Prywatne śledztwo(1986)
- Tabu (1987)
- Życie za życie. Maksymilian Kolbe (1990)
- Młode wilki (1995)
- Cwał (1995)
- Ekstradycja (1995)
- Młode wilki 1/2 (1997)
- Życie jako śmiertelna choroba przenoszona drogą płciową (2000)
- 6 dni strusia (2000)
- Tam i z powrotem (2001)

## Nagrody i nominacje
- 2001 – Polska Nagroda Filmowa, Orzeł za montaż filmu Życie jako śmiertelna choroba przenoszona drogą płciową
- 2002 – Nagroda za montaż filmu Tam i z powrotem na Festiwalu Polskich Filmów Fabularnych w Gdyni
- 2002 – nominacja do Polskiej Nagrody Filmowej, Orzeł za montaż filmu 6 dni strusia
- 2003 – nominacja do Polskiej Nagrody Filmowej, Orzeł za montaż filmu Tam i z powrotem